# Judo na Igrzyskach Ameryki Południowej 2006
Turniej judo na igrzyskach Ameryki Południowej odbył się w dniach 9-10 listopada 2006 w Buenos Aires w hali CeNARD.

## Klasyfikacja medalowa
Gospodarz zawodów został zaznaczony kolorem.
| Miejsce | Państwo   |    |    |    | Razem |
| ------- | --------- | -- | -- | -- | ----- |
| 1       | Brazylia  | 7  | 4  | 7  | 18    |
| 2       | Kolumbia  | 6  | 3  | 4  | 13    |
| 3       | Argentyna | 5  | 3  | 7  | 15    |
| 4       | Wenezuela | 3  | 5  | 9  | 17    |
| 5       | Ekwador   | 1  | 4  | 5  | 10    |
| 6       | Chile     | 0  | 2  | 3  | 5     |
| 7       | Peru      | 0  | 1  | 4  | 5     |
| 8       | Urugwaj   | 0  | 0  | 1  | 1     |
| Razem   | Razem     | 22 | 22 | 39 | 83    |

## Medaliści

### Mężczyźni
| Konkurencja:  | Złoto: | Srebro: | Brąz: |
| −55kg         | Thiago Aoki                                                                                                | Jaime Jaramillo | Diego Rodríguez Carlos Tenesaca |
| −60kg         | Miguel Albarracín                                                                                          | Javier Guédez | Daniel Aquino Juan Postigos |
| −66kg         | Roberto Ibáñez                                                                                             | Vitor Ferraz | Felipe Novoa Ludwing Ortiz |
| −73kg         | Rodrigo Lucenti                                                                                            | Eduardo Cianelli | Diogo Coutinho Richard León |
| −81kg         | Emmanuel Lucenti                                                                                           | Mario Valles | Francisco Ayala Yemer López |
| −90kg         | Diego Rosati                                                                                               | Guillermo Urriola | Alexsander Guedes José Camacho |
| −100kg        | Luciano Corrêa                                                                                             | Alejandro Elissi | Albenis Rosales |
| Ponad 100kg   | Walter Santos                                                                                              | Carlos Zegarra | Luis Carvajal Rubén Walesberg |
| Open          | Luis Carvajal                                                                                              | Albenis Rosales | Walter Santos Carlos Zegarra |
| Nague No Kata | Glatenferd Ramírez Gabriel Montes                                                                          | German Gambera Marcelo Fioritti                                                                                                | Derly Vázquez Franco Loza Javier Guédez Chi Mei Leung |
| Drużynowo     | Brazylia · Luciano Corrêa · Diogo Coutinho · Walter Santos · Vitor Ferraz · Daniel Aquino · Guilherme Luna | Wenezuela · José Camacho · Javier Guédez · Yemer López · Richard León · Albenis Rosales · Ludwing Ortiz · Leonel Wilfredo Ruíz | Argentyna · Alejandro Elissi · Laureano Martin · Emmanuel Lucenti · Diego Rosati · Rubén Walesberg · Peru · Luis Figueroa · Franco Loza · Juan Postigos · Carlos Zegarra |

### Kobiety
| Konkurencja:  | Złoto: | Srebro: | Brąz: |
| −44kg         | María Velásquez | Diana Cobos | Luz Alvarez Antonieta Galleguillos |
| −48kg         | Lisseth Orozco | Paula Pareto | Sarah Menezes Rosmelin Rodriguez |
| −52kg         | Neyla Melo | Andressa Fernandes                                                                                              | Cristina Ortega Flor Velázquez |
| −57kg         | Yadinis Amaris | Diana Villavicencio                                                                                             | Ana Laura Campos Paula Rodrigues |
| −63kg         | Daniela Krukower | Lilian Lenzi | Irene Figoli Diaz Yuri Alvear |
| −70kg         | Márcia Vieira | Diana Chalá | María Rojas |
| −78kg         | Anny Cortés | Claudirene Cézar                                                                                                | Lorena Briceño |
| Ponad 78kg    | Priscila Marques | Giovanna Blanco                                                                                                 | Jesica Briceño Carmen Chalá |
| Open          | Giovanna Blanco | Carmen Chalá | Aline Barbosa |
| Nague No Kata | Yeraldit Fernández Flor Velázquez | Margarita Castaño Liliana Ibarra                                                                                | Gilda Garnica Mirta Gerling Glenda Miranda Diana Villavicencio                                                                                             |
| Drużynowo     | Brazylia · Priscila Marques · Claudirene Cézar · Lilian Lenzi · Andressa Fernandes · Márcia Vieira · Sarah Menezes · Aline Barbosa · Paula Rodrigues | Wenezuela · Giovanna Blanco · Deglimar Aguillón · Rosmelin Rodriguez · Keivi Pinto · María Rojas · Ysis Barreto | Kolumbia · Yuri Alvear · Yadinis Amaris · Anny Cortés · Neyla Melo · Lisseth Orozco · Ekwador · Diana Chalá · Carmen Chalá · Diana Maza · Estefanía García |